# Condado de Gibson (Indiana)
O Condado de Gibson é um dos 92 condados do Estado americano de Indiana. A sede do condado é Princeton, e sua maior cidade é Princeton. O condado possui uma área de 1 293 km² (dos quais 27 km² estão cobertos por água), uma população de 32 500 habitantes, e uma densidade populacional de 26 hab/km² (segundo o censo nacional de 2000). O condado foi fundado em 1813.